# Qualificazioni al campionato europeo femminile di calcio 1989
Le qualificazioni al campionato europeo femminile di calcio 1989 ebbero luogo dal 10 settembre 1987 al 17 dicembre 1988. Videro coinvolte 17 squadre divise in quattro gruppi da quattro e cinque squadre. Le prime due di ogni gruppo si qualificarono per i quarti dai quali uscirono le 4 qualificate alla fase finale.

## Gruppo 1
| Data              | Luogo       | Squadra 1   | Risultato | Squadra 2   |
| ----------------- | ----------- | ----------- | --------- | ----------- |
| 10 settembre 1987 | Kerava      | Finlandia   | 3 - 3     | Norvegia    |
| 7 ottobre 1987    | Oslo        | Norvegia    | 0 - 1     | Danimarca   |
| 25 ottobre 1987   | Kirkkonummi | Finlandia   | 1 - 2     | Inghilterra |
| 8 novembre 1987   | Blackburn   | Inghilterra | 2 - 1     | Danimarca   |
| 8 maggio 1988     | Herning     | Danimarca   | 2 - 0     | Inghilterra |
| 26 maggio 1988    | Nesbyen     | Norvegia    | 0 - 2     | Finlandia   |
| 28 maggio 1988    | Copenaghen  | Danimarca   | 3 - 1     | Finlandia   |
| 21 agosto 1988    | Stavanger   | Norvegia    | 2 - 0     | Inghilterra |
| 24 agosto 1988    | Hakunila    | Finlandia   | 1 - 2     | Danimarca   |
| 4 settembre 1988  | Aalborg     | Danimarca   | 3 - 2     | Norvegia    |
| 4 settembre 1988  | Millwall    | Inghilterra | 1 - 1     | Finlandia   |
| 18 settembre 1988 | Blackburn   | Inghilterra | 1 - 3     | Norvegia    |

| Pos | Squadra     | Pti | G | V | N | P | GF | GS |
| --- | ----------- | --- | - | - | - | - | -- | -- |
| 1   | Danimarca   | 10  | 6 | 5 | 0 | 1 | 12 | 6  |
| 2   | Norvegia    | 5   | 6 | 2 | 1 | 3 | 10 | 10 |
| 3   | Inghilterra | 5   | 6 | 2 | 1 | 3 | 6  | 10 |
| 4   | Finlandia   | 4   | 6 | 1 | 2 | 3 | 9  | 11 |

Danimarca e Norvegia avanzano ai quarti.

## Gruppo 2
| Data              | Luogo        | Squadra 1   | Risultato | Squadra 2   |
| ----------------- | ------------ | ----------- | --------- | ----------- |
| 30 settembre 1987 | Linköping    | Svezia      | 0 - 0     | Paesi Bassi |
| 7 novembre 1987   | Nuth         | Paesi Bassi | 4 - 0     | Scozia      |
| 29 novembre 1987  | Dublino      | Irlanda     | 0 - 1     | Paesi Bassi |
| 12 marzo 1988     | Delft        | Paesi Bassi | 2 - 0     | Irlanda     |
| 3 aprile 1988     | Dublino      | Irlanda     | 2 - 1     | Scozia      |
| 7 maggio 1988     | Dublino      | Irlanda     | 1 - 1     | Svezia      |
| 18 settembre 1988 | Mariestad    | Svezia      | 4 - 0     | Irlanda     |
| 1º ottobre 1988   | Valkenswaard | Paesi Bassi | 1 - 0     | Svezia      |

| Pos | Squadra     | Pti | G | V | N | P | GF | GS |
| --- | ----------- | --- | - | - | - | - | -- | -- |
| 1   | Paesi Bassi | 7   | 4 | 3 | 1 | 0 | 4  | 0  |
| 2   | Svezia      | 4   | 4 | 1 | 2 | 1 | 5  | 2  |
| 3   | Irlanda     | 1   | 4 | 0 | 1 | 3 | 1  | 8  |
| -   | Scozia      | 0   | 0 | 0 | 0 | 0 | 0  | 0  |

La Scozia si ritira dopo due partite. Paesi Bassi e Svezia avanzano ai quarti.

## Gruppo 3
| Data              | Luogo                    | Squadra 1      | Risultato | Squadra 2      |
| ----------------- | ------------------------ | -------------- | --------- | -------------- |
| 7 ottobre 1987    | Budapest                 | Ungheria       | 0 - 1     | Germania Ovest |
| 14 novembre 1987  | Szolnok                  | Ungheria       | 7 - 1     | Svizzera       |
| 15 novembre 1987  | Burghausen               | Germania Ovest | 3 - 0     | Italia         |
| 2 aprile 1988     | Andria                   | Italia         | 0 - 0     | Germania Ovest |
| 30 aprile 1988    | San Benedetto del Tronto | Italia         | 5 - 1     | Ungheria       |
| 14 maggio 1988    | Pforzheim                | Germania Ovest | 0 - 0     | Svizzera       |
| 11 giugno 1988    | Oerlikon                 | Svizzera       | 3 - 0     | Ungheria       |
| 18 giugno 1988    | Levanto                  | Italia         | 5 - 0     | Svizzera       |
| 18 settembre 1988 | Binningen                | Svizzera       | 0 - 10    | Germania Ovest |
| 8 ottobre 1988    | Baja                     | Ungheria       | 0 - 0     | Italia         |
| 30 ottobre 1988   | Caslano                  | Svizzera       | 0 - 6     | Italia         |
| 30 ottobre 1988   | Passavia                 | Germania Ovest | 4 - 0     | Ungheria       |

| Pos | Squadra        | Pti | G | V | N | P | GF | GS |
| --- | -------------- | --- | - | - | - | - | -- | -- |
| 1   | Germania Ovest | 10  | 6 | 4 | 2 | 0 | 18 | 0  |
| 2   | Italia         | 8   | 6 | 3 | 2 | 1 | 16 | 4  |
| 3   | Ungheria       | 3   | 6 | 1 | 1 | 4 | 8  | 14 |
| 4   | Svizzera       | 3   | 6 | 1 | 1 | 4 | 4  | 28 |

Germania Ovest e Italia avanzano ai quarti.

## Gruppo 4
| Data             | Luogo            | Squadra 1      | Risultato | Squadra 2      |
| ---------------- | ---------------- | -------------- | --------- | -------------- |
| 11 ottobre 1987  | Sofia            | Bulgaria       | 1 - 1     | Spagna         |
| 18 ottobre 1987  | Aalst            | Belgio         | 2 - 3     | Cecoslovacchia |
| 24 ottobre 1987  | Mouscron         | Belgio         | 0 - 2     | Francia        |
| 8 novembre 1987  | Cecoslovacchia   | Cecoslovacchia | 1 - 0     | Spagna         |
| 21 novembre 1987 | Chartres         | Francia        | 5 - 0     | Bulgaria       |
| 19 dicembre 1987 | Aranjuez         | Spagna         | 1 - 0     | Belgio         |
| 6 marzo 1988     | Palma del Río    | Spagna         | 1 - 3     | Francia        |
| 20 marzo 1988    | Torrent          | Spagna         | 1 - 0     | Bulgaria       |
| 2 aprile 1988    | Cecoslovacchia   | Cecoslovacchia | 0 - 0     | Belgio         |
| 9 aprile 1988    | Sofia            | Bulgaria       | 0 - 0     | Belgio         |
| 24 aprile 1988   | Castelsarrasin   | Francia        | 0 - 0     | Spagna         |
| 24 aprile 1988   | Sofia            | Bulgaria       | 0 - 1     | Cecoslovacchia |
| 7 maggio 1988    | Thonon           | Francia        | 2 - 2     | Cecoslovacchia |
| 14 maggio 1988   | Figueres         | Spagna         | 0 - 2     | Cecoslovacchia |
| 22 maggio 1988   | Loison-sous-Lens | Francia        | 0 - 0     | Belgio         |
| 1º ottobre 1988  | Tienen           | Belgio         | 5 - 0     | Bulgaria       |
| 8 ottobre 1988   | Frýdek-Místek    | Cecoslovacchia | 0 - 0     | Francia        |
| 23 ottobre 1988  | Cecoslovacchia   | Cecoslovacchia | 3 - 0     | Bulgaria       |
| 29 ottobre 1988  | Anversa          | Belgio         | 1 - 0     | Spagna         |
| 6 novembre 1988  | Sofia            | Bulgaria       | 0 - 2     | Francia        |

| Pos | Squadra        | Pti | G | V | N | P | GF | GS |
| --- | -------------- | --- | - | - | - | - | -- | -- |
| 1   | Francia        | 12  | 8 | 4 | 4 | 0 | 14 | 3  |
| 2   | Cecoslovacchia | 12  | 8 | 4 | 4 | 0 | 10 | 3  |
| 3   | Belgio         | 8   | 8 | 2 | 4 | 2 | 7  | 4  |
| 4   | Spagna         | 6   | 8 | 2 | 2 | 4 | 4  | 8  |
| 5   | Bulgaria       | 2   | 8 | 0 | 2 | 6 | 1  | 18 |

Francia e Cecoslovacchia avanzano ai quarti.

## Quarti di finale
| Squadra 1      | Totale | Squadra 2      | Andata | Ritorno |
| -------------- | ------ | -------------- | ------ | ------- |
| Danimarca      | 2 - 6  | Svezia         | 1 - 5  | 1 - 1   |
| Norvegia       | 5 - 1  | Paesi Bassi    | 2 - 1  | 3 - 0   |
| Cecoslovacchia | 1 - 3  | Germania Ovest | 1 - 1  | 0 - 2   |
| Italia         | 4 - 1  | Francia        | 2 - 0  | 2 - 1   |

### Andata
| Arbitro: | Guðmundur Haraldsson |

|                          |           |                                                              |
| Smidt Nielsen 51’ (rig.) | Marcatori | 2’, 28’ Videkull 40’ Sundhage 76’ (rig.) Hansson 80’ Andelén |

| Arbitro: | Wolf-Günter Wiesel |

|                        |           |               |
| Grude 10’ Storhaug 15’ | Marcatori | 53’ de Bakker |

| Arbitro: | Crăciunescu |

|              |           |           |
| Nováková 22’ | Marcatori | 50’ Bindl |

| Arbitro: | Charles Agius |

|                |           |  |
| Morace 14’ 44’ | Marcatori |  |

### Ritorno
| Arbitro: | Eero Aho |

|              |           |           |
| Videkull 25’ | Marcatori | 14’ Bagge |

| Arbitro: | John Walter Lloyd |

|  |           |                                           |
|  | Marcatori | 38’ Grude 57’ Storhaug 79’ (rig.) Carlsen |

| Arbitro: | Jose Francisco Conceicao Silva |

|           |           |                    |
| Musset 1’ | Marcatori | 69’ 71’ Marsiletti |

| Arbitro: | Charles Gilson |

|                  |           |  |
| Neid 5’ Mohr 55’ | Marcatori |  |

Norvegia, Svezia, Italia, Germania Ovest qualificate.